# 肉体の悪魔 (1971年の映画)
『肉体の悪魔』（にくたいのあくま、The Devils）は、1971年のイギリスのドラマ映画。監督はケン・ラッセル、出演はヴァネッサ・レッドグレイヴとオリヴァー・リードなど。
17世紀のフランスで起きた「ルーダンの悪魔憑き事件」をモチーフとした、オルダス・ハクスリーのノンフィクション小説『ルーダンの悪魔』と、それをジョン・ホワイティングが戯曲化した『悪魔たち』を原作としている。
カトリックの尼僧が出てくる映画ジャンルであるナンスプロイテーション映画の先駆作のひとつと言われている。

## キャスト
- ジャンヌ・デサンジュ（英語版）修道院長: ヴァネッサ・レッドグレイヴ
- ユルバン・グランディエ（英語版）司祭: オリヴァー・リード
- ローバルドモン男爵: ダドリー・サットン（英語版）
- イベール: マックス・アドリアン（英語版）
- マドレーヌ: ジェマ・ジョーンズ
- ミニヨン神父: マーレイ・メルヴィン（英語版）
- バレ神父: マイケル・ゴザード（英語版） - 悪魔払いの祈祷師。
- アダム: ブライアン・マーフィー - 祈祷医師。
- ルイ・トランカン: ジョン・ウッドヴァイン（英語版） - 行政長官。
- フィリペ: ジョージナ・ヘイル（英語版） - トランカンの娘。グランディエの子を産む。
- リシュリュー枢機卿: クリストファー・ローグ（英語版）
- ルイ13世: グラハム・アーミテージ（英語版）
- ツイッギー（クレジットなし）[要出典]

## 作品の評価
Rotten Tomatoesによれば、31件の評論のうち高評価は68%にあたる21件で、平均点は10点満点中8点、批評家の一致した見解は「残忍なまでにスタイリッシュなケン・ラッセルのバロック的芸術作品は、最大の冒涜は権力のために信仰心を利用することであるという主張において挑発的であり、且つ説得力がある。」となっている。
Metacriticによれば、11件の評論のうち、高評価は5件、賛否混在は5件、低評価は1件で、平均点は100点満点中49点となっている。